# Уроки шоколаду 2
«Уроки шоколаду 2» — кінофільм режисера Алессіо Марія Федерічі, що вийшов на екрани в 2011 році.

## Зміст
Маттіа і Камал продовжують займатися своїми справами. Перший намагається розкрутити свій будівельний бізнес, але замовники не поспішають звертатися до його послуг. Другий нарешті відкрив свою шоколадницю, але відчуває фінансові труднощі через нестачу клієнтів. Камал вирішує почати новий проект і для цього привертає свого старого товариша.

## Ролі
| Актор              | Роль |
| ------------------ | ---- |
| Ізабель Адріані    | -    |
| Nabiha Akkari      | -    |
| Клаудія Альфонсо   | -    |
| Лука Арджентеро    | -    |
| Анджела Фіноккьяро | -    |
| Барбара Фольчітто  | -    |
| Еудженіо Краусс    | -    |
| Вінченцо Салемме   | -    |
| Хассані Шапі       | -    |
| Джорджіа Сурина    | -    |

## Знімальна група
- Режисер — Алессіо Марія Федерічі
- Продюсер — Марко Кіменц, Джованні Стабіліні, Ріккардо Тоцці
- Композитор — Франческо Черазі